# Парк имени 900-летия города Минска
Парк им. 900-летия г. Минска — парк в Заводском районе города Минска, расположен у Чижовского водохранилища. Рядом находится зоопарк.
В парке произрастают деревья преимущественно лиственных пород.

## История

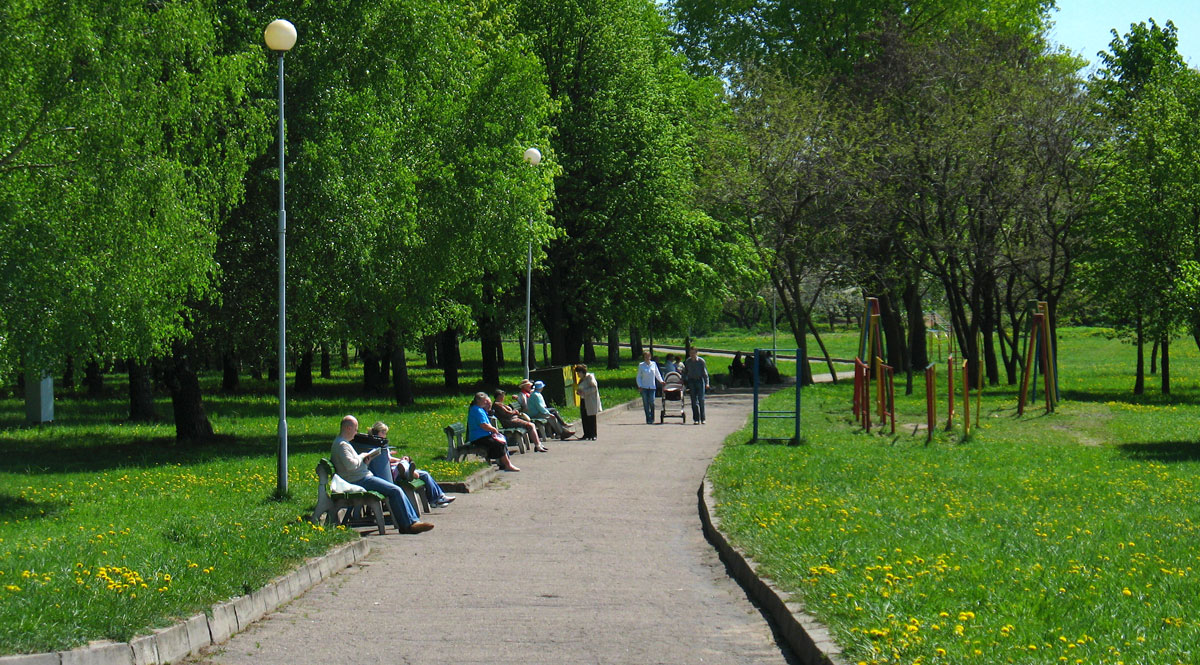
Парк им. 900-летия г. Минска

Парк основан в мае 1967 года по решению администрации города, в церемонии открытия принимал участие секретарь ЦК КПБ Пётр Миронович Машеров.
До 2011 года на территории парка работали аттракционы, которые были демонтированы в связи с подготовкой к Чемпионату мира по хоккею с шайбой 2014 года и строительством Чижовка-Арена.
В 2013 году была завершена реконструкция парка. Установлены семь новых аттракционов.